# Biscogniauxia formosana
Biscogniauxia formosana är en svampart. Biscogniauxia formosana ingår i släktet Biscogniauxia och familjen kolkärnsvampar.

## Underarter
Arten delas in i följande underarter:
- kentingensis
- formosana